# Красная звезда над Китаем

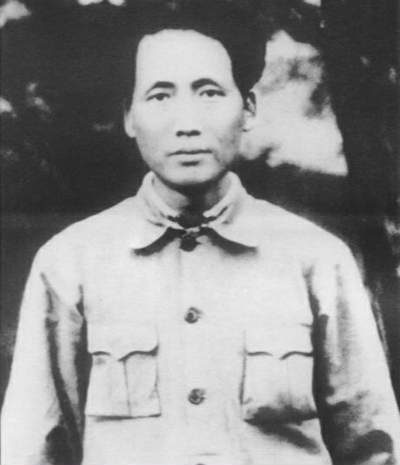
Мао Цзэдун в 1931 г.

Красная звезда над Китаем (англ. Red Star Over China) — книга Эдгара Сноу, изданная в 1937 году. Это рассказ о Китайской коммунистической партии (КПК), написанный, когда она была еще непонятной для жителей Запада партизанской армией.
Наряду с книгой Перл Бак «Земля» (1931) она оказала огромное влияние на понимание Китая Западом и его поддержку Красного Китая в 1930-х годах.

## Обзор
В «Красная звезда над Китаем» Эдгар Сноу рассказывает о нескольких месяцах, которые он провел в рядах Красной армии Китая в 1936 году. Большую часть этого времени он находился в их тогдашней столице Баоань (Пао Ань). В знаменитый Яньань они переехали только после его отъезда.
Сноу использует свои подробные интервью с Мао Цзэдуном и другими высшими руководителями, чтобы ярко описать Великий поход, а также биографические свидетельства лидеров с обеих сторон конфликта, включая Чжоу Эньлая, Пэн Дэхуая, Линь Бяо, Хэ Луна, и рассказ самого Мао Цзэдуна о своей жизни .
Когда Сноу писал, на Запад не поступало достоверных сообщений о происходящем на контролируемых коммунистами территориях. Другие писатели, такие как Агнес Смедли, достаточно подробно писали о китайских коммунистах до Великого похода, но ни один из этих авторов ни разу не посещал их лично и даже не брал у них интервью. Статус Сноу как международного журналиста, ранее не связанного с коммунистическим движением, придал его репортажам ауру подлинности. Сияющие картинки жизни в коммунистических районах контрастировали с мраком и коррупцией гоминдановского правительства. Многие китайцы узнали о Мао и коммунистическом движении из почти мгновенно переведенной автобиографии Мао, а читатели из Северной Америки и Европы, особенно имеющие либеральные взгляды, были рады узнать о движении, которое они видели антифашистским и прогрессивным. Сноу сообщил о новом Втором объединённом фронте, который, по словам Мао, должен был оставить классовую борьбу в прошлом.
Сноу ясно дал понять, что конечной целью Мао был контроль над Китаем. Только вырвав мысли Сноу из контекста, заключил один учёный, Гарольд Айзекс мог утверждать, что «Красная звезда над Китаем» — источник мифа о том, что китайские коммунисты были «аграрными реформаторами».
Предисловие Сноу к пересмотренному изданию 1968 года описывает первоначальный контекст книги:

Западные державы в своих личных интересах надеялись на чудо в Китае. Они мечтали о новом рождении национализма, который удержит Японию в такой трясине, что она никогда не сможет ополчиться на западные колонии — её истинную цель. «Красная звезда над Китаем» показывала, что китайские коммунисты действительно могли обеспечить «националистическое» лидерство, необходимое для эффективного антияпонского сопротивления. Как резко изменилось отношение Соединенных Штатов к политике с тех пор […] Не только для некитайских читателей, но и для всего китайского народа — включая всех, кроме самих коммунистических лидеров — она стала первым достоверным рассказом о китайской коммунистической партии и первой связной историей их долгой борьбы за проведение самой глубокой социальной революции за всю трёхтысячелетнюю историю Китая. Многие издания были опубликованы в Китае …
Оригинальный текст (англ.)The Western powers, in self-interest, were hoping for a miracle in China.  They dreamed of a new birth of nationalism that would keep Japan so bogged down that she would never be able to turn upon the Western colonies—her true objective.  Red Star Over China tended to show that the Chinese Communists could indeed provide that nationalist leadership needed for effective anti-Japanese resistance.  How dramatically the United States' policy-making attitudes have altered since then […] It provided not only for non-Chinese readers, but also for the entire Chinese people—including all but the Communist leaders themselves—the first authentic account of the Chinese Communist Party and the first connected story of their long struggle to carry through the most thoroughgoing social revolution in China's three millenniums of history. Many editions were published in China …
— Red Star Over China, Preface to the Revised Edition 1968; ISBN 0-8021-5093-4.

## История публикаций
Сноу не смог прочитать гранки первоначальных лондонских и нью-Йоркских изданий, но он отредактировал текст изданий 1939 и 1944 годов. В примечании издателя к изданию 1939 года объясняется, что Сноу добавил «значительный новый раздел» из шести глав, чтобы включить Сианьский инцидент, доведя повествование до июля 1938 года, а также внес «множество текстовых изменений». Отчасти Сноу внес правки для «отшлифовки» текста, но этим он также ответил друзьям и рецензентам. Некоторые из них считали, что в рассказе Сноу об истории партии он слишком критично отнёсся к советской политике, а другие — что он приписал Мао заслуги за независимые китайские стратегии. Сноу смягчил, но не убрал неявную критику Сталина. Изданию 1944 года было позволено выйти из печати в 1950-х годах, но Сноу внес существенные изменения и примечания для переиздания в издательстве Grove Press в 1968 году.
Edgar Snow, Red Star over China London: Left Book Club, Victor Gollancz, 1937; это издание перепечатано под названием Red Star Over China — The Rise of the Red Army. (2006; ISBN 1-4067-9821-5).
- (New York: Random House, 1938). Некоторые изменения по сравнению с лондонским изданием.
- (Garden City, 1939) «Пересмотрено», с шестью дополнительными главами.
- (New York: Modern Library, 1944).
- (New York: Grove, 1968) Значительные изменения, добавлены примечания и аннотации.

## Оценки и критика
Книга была названа «журналистской сенсацией» и «исторической классикой», а учёная Джулия Ловелл относится к тем, кто утверждает, что произведение сыграло ключевую роль в создании китайской поддержки и западного одобрения Мао. Сам Мао отметил, что книга «имела заслуги не меньшие, чем Великий Юй, контролирующий наводнения». Согласно Юн Чжану и Джону Халлидею, Сноу, вероятно, считал правдой всё то, что ему говорили, и поэтому его рассказы не представляют большой ценности, особенно «Автобиография Мао». Они также писали о том, что Мао исключил одни ключевые моменты из своих рассказов об истории партии, а Сноу упустил другие. По словам Анны-Марии Брэди, Сноу предоставил расшифровки своих интервью партийным чиновникам для редактуры и одобрения, а правки в американском издании были сделаны в ответ на замечания Коммунистической партии США. Некоторые критикуют рассказ Сноу о «Великом походе», в то время как другие утверждают, что он в основном достоверен.
В своей биографии Мао 1966 года американский китаевед Стюарт Р. Шрамм писал, что «Красная звезда над Китаем» была незаменима в изучении ранних лет жизни Мао и что, несмотря на «многочисленные ошибки в деталях», она остаётся «наиболее важным единым источником о его жизни», пролив свет на важные моменты «собственного видения Мао своего прошлого». Джон К. Фэрбэнк высоко оценил репортажи Сноу за предоставление Западу первого внятного отчёта о Коммунистической партии Китая и её руководстве, который он назвал «катастрофически пророческим». Через тридцать лет после первой публикации «Красной звезды над Китаем» Фэрбэнк заявил, что книга «выдержала испытание временем… и как историческая запись, и как указание на тенденцию». Фэрбэнк согласился, что Сноу был использован Мао, но оспорил обвинения в сторону Сноу в том, что тот был ослеплен китайским гостеприимством и очарованием, настаивая, что «Сноу сделал всё, что мог как профессиональный журналист». В книге «Мао: Новая интерпретация», произведении, симпатизирующем Мао, Ли Фейгон критикует отчёт Сноу за неточности, но хвалит «Красную звезду» за то, что она является «основополагающим портретом Мао». Он опирается на работу Сноу в качестве важнейшего источника на протяжении всей книги.